# Общество писателей и журналистов в Харбине
Общество писателей и журналистов в Харбине — одно из первых русских литературных объединений Харбина, действовавшее с 1921 по 1923 год.

## История
Литературная организация была создана в конце 1921 года в Харбине. Первым её председателем стала Е. И. Щировская. Участниками общества мог стать любой человек, увлекавшийся литературой.
В объединении устраивались прения — приверженцы классической литературной традиции вступали в спор с «новаторами». Каждый четверг учреждение организовывало доклады и дискуссии по литературным вопросам.
Уже в начале 1923 года литературного клуб был закрыт. Тем не менее его непродолжительная деятельность оказала заметное влияние на культурную жизнь дальневосточного русского заруьежья.

## Участники
Среди членов общества были поэты Н. Алл и С. Алымов (редактор газеты «Рупор» и соредактор журнала «Окно»); журналист и литератор Л. В. Арнольдов (главред газеты «Шанхайская 
заря» с 1925); поэтесса и беллетристка Т. А. Баженова; писатель С. И. Гусев-Оренбургский; поэт-футурист В. Март (подлинная фамилия — В. Н. Матвеев); поэт и переводчик Ф. Камышнюк; писатель С. Скиталец (член редколлегии журнала «Сунгарийские вечера», постоянный работник харбинской газеты «Русский голос»).
На собраниях литературной организации присутствовали и учёные в области права: профессора Русского юридического факультета в Харбине Г. К. Гинс (редактор журнала «Русское обозрение») и Н. В. Устрялов (сооснователь движения «Смена вех»); профессор и военный юрист Е. Х. Нилус, составитель «Исторического обзора Китайской Восточной железной дороги. 1896—1923» (Харбин, 1923).